# Hábetler András
Hábetler András (Budapest, 1973. április 16. –) operaénekes (basszbariton), operarendező, a Magyar Állami Operaház állandó vendégművésze. Orvos.

## Élete
Kamaszkorában kiemelkedő eredményeket ért el a vízilabdában. A Radnóti Miklós Gimnáziumban végezte a középiskolát. Már itt feltűnt hangja a kórusban. A Semmelweis Orvostudományi Egyetemen szerzett orvosi diplomát. Énektanulmányait magánúton végezte, mesterei voltak többek között: Mircea Breazu, Kincses Veronika, Ercse Margit és Polgár László. 
Operaénekesként 2000-ben debütált, a Don Giovanni Masettoját énekelte a Diósgyőri várban, Kovalik Balázs rendezésében. 2000 és 2002 között a Liszt Ferenc Zeneművészeti Egyetem énekszakának vendéghallgatója, itt olyan vizsgaelőadásokban szerepelt, mint: Monteverdi: Poppea megkoronázása, Händel: Giustinio, Massenet: Don Quichotte, Poulenc: Tiresias keblei. Az Operaházban 2003 május 13-án debütált a Joseph Haydn A halászlányok c. operájának Lindorójaként. 2003 és 2005 között a színház stúdiósa, azóta állandó vendégművésze. A Pozsonyi Piknik Balkoncert rendezvényeinek kezdeményezője és szervezője, operarendezéssel is foglalkozik, 2013 nyarán nagy sikere volt a Városmajori Szabadtéri Színpadon rendezett modern Figaro házassága rendezésének.
2020-2021 között vezette a Klubrádió nagy sikerű 'Operaklub' című operanépszerűsítő műsorát. 2021-ben visszatért orvosi hivatásához, befejezte a háziorvosi szakirányú végzettség megszerzéséhez szükséges rezidensállományát és megkezdte háziorvosi praxisát.

## Szerepei
- Georges Bizet: Carmen (opera) – Dancaïre
- Domenico Cimarosa: Titkos házasság – Geronimo
- Gaetano Donizetti: Viva la mamma! – Sografi
- Erkel Ferenc: Hunyadi László (opera) – Rozgonyi
- Händel: Julius Cæsar Egyiptomban – Ptolemaiosz
- Händel: Xerxész – Elviro
- Joseph Haydn: A halászlányok – Lindoro
- Kodály Zoltán: Háry János (opera) – Napóleon; Az abonyi korcsmáros
- Mozart: Az álruhás kertészlány – Nando
- Mozart: Figaró házassága – Figaro; Antonio
- Mozart: Don Giovanni – Masetto
- Mozart: A varázsfuvola (opera) – Papageno
- Puccini: Bohémélet – Benoît
- Puccini: Tosca – Sekrestyés
- Dmitrij Dmitrijevics Sosztakovics: Kisvárosi Lady Macbeth – Udvaros
- Johann Strauss (zeneszerző, 1825–1899): A cigánybáró – Kikiáltó
- Szokolay Sándor: Vérnász (opera) – II. favágó
- Vajda János: Mario és a varázsló – Angiolieri úr
- Verdi: A végzet hatalma (opera) – Alcade
- Verdi: Otello – Montano
- Richard Wagner: A nürnbergi mesterdalnokok – Konrad Nachtigall